# Phylica laevifolia
Phylica laevifolia är en brakvedsväxtart som beskrevs av Neville Stuart Pillans. Phylica laevifolia ingår i släktet Phylica och familjen brakvedsväxter. Inga underarter finns listade i Catalogue of Life.